# Heinrichshöhe
Die Heinrichshöhe ist eine Nebenkuppe des Brockens (1141,2 m ü. NHN) und mit etwa 1045 m Höhe die zweithöchste Kuppe im Harz. Sie liegt nahe Schierke im Stadtgebiet von Wernigerode im sachsen-anhaltischen Landkreis Harz.
Sie ist heute nur noch mit Genehmigung der Nationalparkverwaltung für Forschungszwecke und zur Wildbestandsregulierung begehbar.

## Geographie

### Lage
Die Heinrichshöhe erhebt sich im Nationalpark Harz und im Naturpark Harz/Sachsen-Anhalt. Ihr Gipfel liegt 3,2 km nordnordwestlich von Schierke, einem südwestlichen Ortsteil der Stadt Wernigerode, 1,4 km südöstlich des Brockengipfels und 250 m nordöstlich der Brockenstraße (K 1356), zwischen dem Eckernlochstieg und Urwaldstieg.
Gipfelnah auf der Südflanke der Erhebung liegt die Granit-Felsklippe Brockentor (1039,5 m). Nach Südwesten fällt die Landschaft zur Schwarzen Schluftwasser ab, ein Kleinzufluss der südlich der Heinrichshöhe fließenden Kalten Bode. Westlich liegt jenseits der Schwarzen Schluftwasser der Königsberg (1033,5 m), eine weitere Nebenkuppe des Brockens.

### Naturräumliche Zuordnung
Die Heinrichshöhe gehört in der naturräumlichen Haupteinheitengruppe Harz (Nr. 38) und in der Haupteinheit Hochharz (381) zur Untereinheit Brocken (Östliches Brocken-Massiv; 381.0).

## Schutzgebiete
Neben ihrer zentralen Lage im Nationalpark Harz liegen auf der Heinrichshöhe Teile des Landschaftsschutzgebiets Harz und nördliches Harzvorland (CDDA-Nr. 20784; 1968 ausgewiesen; 1587,6238 km² groß), des Fauna-Flora-Habitat-Gebiets Hochharz (FFH-Nr. 4229-301; 60,23 km²) und des Vogelschutzgebiets Hochharz (VSG-Nr. 4229-401; 61,12 km²).

## Geschichte

### Überblick
Die Heinrichshöhe wurde nach dem Grafen Heinrich Ernst zu Stolberg-Wernigerode benannt, der ab 1744 auf ihrer Kuppe ein Torfwerk anlegen ließ. Seit 1760 gab es dort den Kräutergarten Brockengarten.
Der Name Brockentor stammt ebenfalls aus dem 18. Jahrhundert, als direkt neben der etwa 5 Meter hohen Granitklippe das erste Brocken-Gasthaus stand; zu dieser Zeit gab es auf dem benachbarten Brocken noch keine Gastronomie. Das Gasthaus brannte 1799 ab. Die Reste der Grundmauern liegen heute noch vor der Brockentor-Klippe.
Goethe erwähnt die Heinrichshöhe zusammen mit Ilsestein und Schnarcherklippen in Faust II.
Nach dem Ersten Weltkrieg (1914–1918) wurde 600 m nordwestlich vom Gipfel der Heinrichshöhe am Weg unweit vom früheren Brockenteich ein Skidenkmal errichtet.
In den Granit der Brockentor-Klippe wurde 1936 vom Brockenschutz ein Schriftzug eingemeißelt.
Die Heinrichshöhe war bis zum 13. August 1961 ein beliebtes Ausflugsziel im Harz. Seitdem lag sie im Sperrgebiet der innerdeutschen Grenze.

### Heinrichshöhenweg
Der Heinrichshöhenweg ist der älteste dokumentierte Weg zum Brocken. Er wurde 1591 zum ersten Mal urkundlich erwähnt und verlief etwa parallel zur heutigen Brockenstraße. Von der Heinrichshöhe aus verläuft er direkt auf den Brockengipfel zu. Nach der Wiedervereinigung Deutschlands wurden die bis dahin durch die innerdeutsche Grenze geteilten westlichen und östlichen Wegteile miteinander vereint.

## Galerie

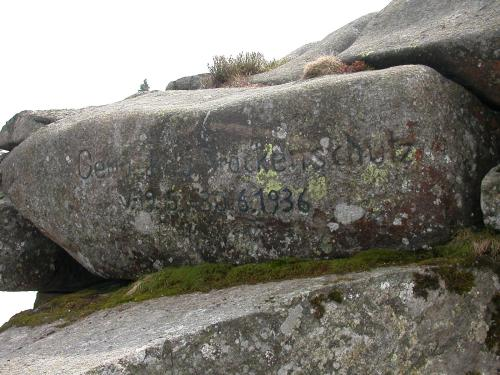
Schriftzug an der Brockentor-Klippe
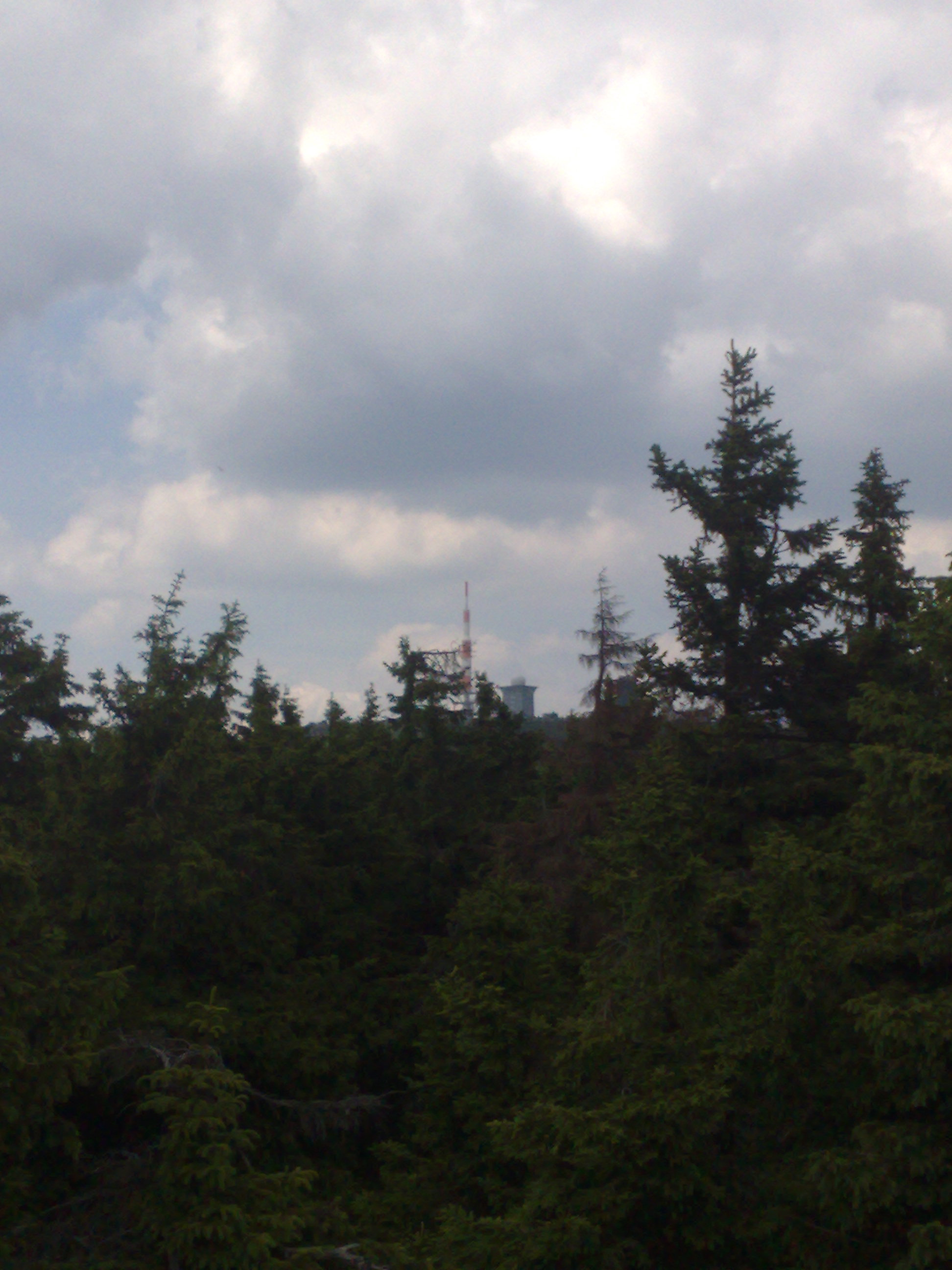
Blick von der Heinrichshöhe zum Brockengipfel (2008)
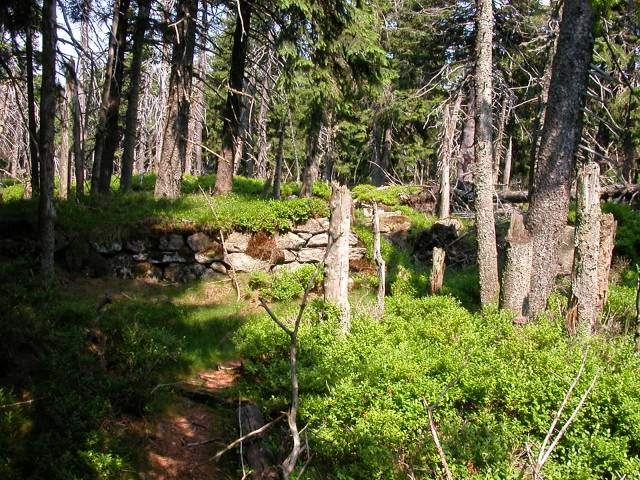
Grundmauerreste von Torfhütten
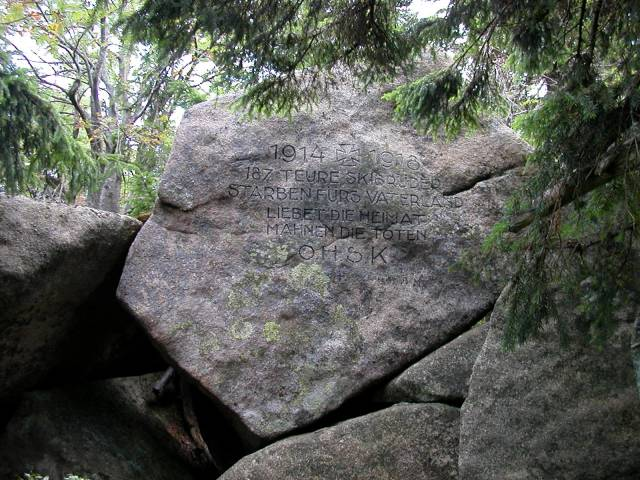
Skidenkmal 600 m nordwestlich der Heinrichshöhe
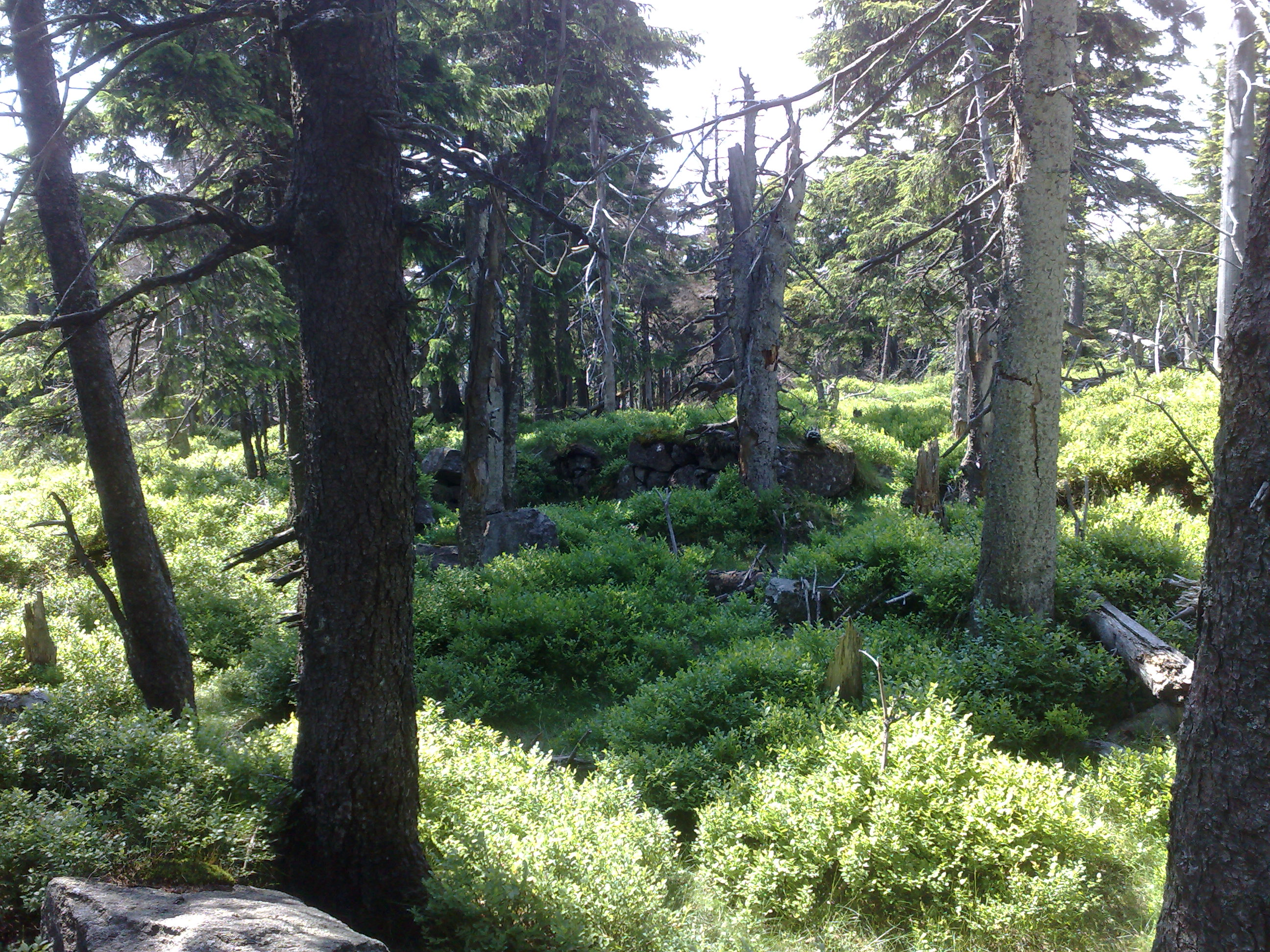
Reste von Torfstecherhütten